# Tinzaouten
Tinzaouten es un municipio (baladiyah) de la provincia o valiato de In Guezzam en Argelia. En abril de 2008 tenía una población censada de 4157 habitantes.
Se encuentra ubicado al sur del país, en el desierto del Sahara, cerca de la carretera Transahariana.